# Steeve Barry
Steeve Barry (18 de abril de 1991) é um jogador de rugby sevens francês.

## Carreira
Steeve Barry integrou o elenco da Seleção Francesa de Rugbi de Sevens, na Rio 2016, que foi 7º colocada.